# سفارت اندونزی در بوداپست
سفارت اندونزی در بوداپست (به مجاری: Embassy of Indonesia) یک منطقهٔ مسکونی و نمایندگی سیاسی این کشور در مجارستان است که در ترزواروش واقع شده‌است.